# Naranja
Naranja és una concentració de població designada pel cens dels Estats Units a l'estat de Florida. Segons el cens del 2000 tenia 4.034 habitants.

## Demografia
Segons el cens del 2000, Naranja tenia 4.034 habitants, 1.196 habitatges, i 875 famílies. La densitat de població era de 1.024,7 habitants/km².
Dels 1.196 habitatges en un 48,7% hi vivien nens de menys de 18 anys, en un 30,4% hi vivien parelles casades, en un 36% dones solteres, i en un 26,8% no eren unitats familiars. En el 20,6% dels habitatges hi vivien persones soles el 5,9% de les quals corresponia a persones de 65 anys o més que vivien soles. El nombre mitjà de persones vivint en cada habitatge era de 3,23 i el nombre mitjà de persones que vivien en cada família era de 3,73.
Per edats la població es repartia de la següent manera: un 39,5% tenia menys de 18 anys, un 11,3% entre 18 i 24, un 27,8% entre 25 i 44, un 14% de 45 a 60 i un 7,4% 65 anys o més.
L'edat mediana era de 24 anys. Per cada 100 dones de 18 o més anys hi havia 82,7 homes.
La renda mediana per habitatge era de 18.825 $ i la renda mediana per família de 19.443 $. Els homes tenien una renda mediana de 22.614 $ mentre que les dones 19.167 $. La renda per capita de la població era de 7.346 $. Entorn del 42,3% de les famílies i el 50,5% de la població estaven per davall del llindar de pobresa.

## Poblacions més properes
El següent diagrama mostra les poblacions més properes.